# Болеслав V Варшавський
Болеслав V Варшавський (бл. 1453 — 27 квітня 1488) — князь варшавський у 1454—1488 роках, цеханувський, черський у 1454—1471 роках, плоцький і візненський в 1462—1471 роках.

## Біографія
Походив з Мазовецьких П'ястів. Один з молодших синів Болеслава IV, князя варшавського, і Барбари Олельківни, доньки князя київського. Народився близько 1453 року. У 1454 році після смерті батька разом з братами Конрадом, Казимиром і Янушем став правителем Варшавського і черського князівств. Втім фактичне управління до 1462 року здійснювала їх мати разом з єпископом плоцьким Павлом Гіжицьким.
У 1462 році Болеслав V разом з братами успадкував володіння померлих родичів — Земовита VI і Владислава II Плоцького — князівства Плоцьке, Візненське, міста Плонськ й Завкржу. Натомість було втрачено Белзьке і Равське князівства, а також важливе місто Гостинін (фактично центральна Мазовія), які стали частиною королівства Польського.
У 1471 році внаслідок поділу володінь Болеслав V отримав Варшавське князівство. У 1476 році разом з братом Болеславом V Варшавським претендували на Сохачеське князівство, проте марно — його було приєднано докоролівства Польського. 1477 року одружився з Анною, донькою Зигмунда з Радзанова, воєводи белзького. У 1479 році під тиском братів розлучився з дружиною.
1484 року передав у володіння брату Янушу II міста Блонях, Кам'янець і Тарчин, а іншому братові Конраду III — Закрочим. Помер у 1488 році, поховано у Варшаві. Його володіння успадкував брат Конрад III Рудий.